# Francis Godolphin (2e comte de Godolphin)
Pour les articles homonymes, voir Francis Godolphin.
Francis Godolphin, (3 septembre 1678 – 17 janvier 1766), 2e comte de Godolphin, est un homme politique anglais, connu en tant que vicomte de Rialton entre 1706 et 1712.

## Biographie
Seul fils de Sidney Godolphin, il est né à Whitehall le 3 septembre 1678. Sa mère, Margaret Godolphin, meurt le 9 septembre. John Evelyn, ami intime de Margaret, transfère son amitié à l'enfant, pris en charge son éducation et continue à le suivre une fois devenu adulte.
Francis Godolphin étudie à Eton, puis à King's College. Il obtient une maîtrise en arts en 1705. Sa première nomination est secrétaire de la Cour de la Chancellerie du 29 juin 1698 au 20 janvier 1727. Il est aussi comptable de l'Échiquier entre 1699 et 1704. De 1704 à 1711 il devient garde des coffres et est "lord warden of the stannaries" (seigneur surveillant des mines d'étain), Lord Grand Intendant du duché de Cornouailles et maître forestier de Dartmoor entre 1705 et 1708.
Il est connu sous le titre de vicomte de Rialton, du 29 décembre 1706 jusqu'en 1712. Le 15 septembre 1712 il succède à son père en tant que deuxième comte de Godolphin.
Il devient de nouveau garde des coffres entre 1714 et 1723, Lord lieutenant du comté d'Oxford entre 1715 et 1735, lord of the bedchamber de George Ier en 1716, Lord Grand Intendant de Banbury en 1718, conseiller privé le 26 mai 1723. Il est également groom of the stole de George II et son premier lord of the bedchamber entre 1727 et 1735. Il est nommé Lord Grand Intendant de Woodstock le 18 mars 1728 et la même année gouverneur des Sorlingues.
Le 23 janvier 1735 il est fait baron Godolphin de Helston en Cornouailles, avec des dispositions spéciales prévue en cas d'absences d'héritiers mâles: la baronnie reviendrait alors aux descendants de son oncle, Henry Godolphin. Durant les séjours du roi hors de Grande-Bretagne, en 1723, 1725, et 1727, il devient l'un des lords justice du Royaume-Uni. Enfin, il est conseiller privé entre le 14 mai 1735 et le 25 avril 1740. 
Il meurt le 17 janvier 1766 et est enterré à Kensington Church. À sa mort disparaissent les titres de comte de Godolphin, vicomte de Rialton et baron Godolphin. Seul le titre de baron Godolphin de Helston est transmis à son cousin, Francis Godolphin (2e baron Godolphin) de Helston.

## Mariage et descendance
Il se marie en mars 1698 avec Henrietta Godolphin, fille aînée de John Churchill et de Sarah Jennings. Ils ont cinq enfants :
- William Godolphin, marquis de Blandford (1700-1731), marié à Maria Catherina de Jong.
- Henry Godolphin (né en 1700)
- Margaret Godolphin (née en 1703)
- Henrietta Godolphin (morte en 1776), mariée à Thomas Pelham-Holles.
- Mary Godolphin (1723-1764), mariée à Thomas Osborne.